# Quilombo Abuí
Abuí é uma comunidade remanescente de quilombo, população tradicional brasileira, localizada no município brasileiro de Oriximiná (estado do Pará). A comunidade Abuí é formada por uma população de 90 famílias. O território foi certificado como remanescente de quilombo (reminiscências históricas de antigos quilombos) em 2013, pela Fundação Cultural Palmares.
Esta comunidade faz parte de um quilombo maior denominado "Mãe Domingas", que teve 79 095,5912 hectares (790 955,912 km²) titulados pelo Instituto de Terras do Pará (Iterpa), no dia 20 de novembro de 2003 (Retificado em 17 de dezembro de 2010), e possui um processo aberto no INCRA de outros 79 095,5912 hectares.
Oriximiná é um município brasileiro do estado do Pará, da Região Geográfica de Santarém, com código de identificação IBGE 1505304, que abrange diversas comunidades remanescentes de quilombo.

## Tombamento
O tombamento de quilombos é previsto pela Constituição Brasileira de 1988, bastando a certificação pela Fundação Cultural Palmares:
Art. 216. Constituem patrimônio cultural brasileiro os bens de natureza material e imaterial, tomados individualmente ou em conjunto, portadores de referência à identidade, à ação, à memória dos diferentes grupos formadores da sociedade brasileira [...]

§ 5º Ficam tombados todos os documentos e os sítios detentores de reminiscências históricas dos antigos quilombos.

## Situação territorial
Situada em frente ao lago Mãe Domingas, que se liga ao rio Trombetas por um braço d´água. As casas dos moradores e a escola estão localizadas ao redor desse lago. Quando chegamos ali, uma escadaria alta leva até a sede da escola, que fica junto de um campo de futebol. Esse é um dos pontos de reunião da comunidade. E tem uma vista de tirar o fôlego. A comunidade não tem rede de esgoto, saneamento e rede de energia elétrica. A energia provém de geradores a combustível, inclusive na escola. Não há sinal de celular.
Povos Tradicionais ou Comunidades Tradicionais são grupos que possuem uma cultura diferenciada da cultura predominante local, que mantêm um modo de vida intimamente ligado ao meio ambiente natural em que vivem. Através de formas próprias: de organização social, do uso do território e dos recursos naturais (com relação de subsistência), sua reprodução sócio-cultural-religiosa utiliza conhecimentos transmitidos oralmente e na prática cotidiana.

## Proteção
Em 1989, a Comissão Pró-Índio de São Paulo e o Instituto de Pesquisa e Formação Indígena Iepé fizeram parceira com os indígenas e quilombolas da região na luta para assegurar a garantia dos direitos e consolidação de suas organizações. Através dessa parceria, em setembro de 2012 ocorreu em Oriximiná o "1º Encontro Índios & Quilombolas", que resultou na "Aliança Indígena-Quilombola".

## A formação dos quilombos
Na Amazônia o negro africano escravizado (em maioria da região Congo-Angolana) foi uma força de mão-de-obra significativa, mesmo dividindo o trabalho com o indígena. Na segunda metade do século 18 foram levados para a região do Baixo Amazonas (composta por 13 localidades que fomentam a economia paraense) para serem usados nas fazendas de gado e cacau nas cidades de Óbidos e Santarém. Onde a formação de quilombos ocorreram durante as décadas da expansão do cultivo do cacau, pois até a ocorrência da Abolição da Escravatura (1888) várias ações repressivas foram feitas pelos senhores brancos fazendeiros.

## Comunidades em Oriximiná
Oriximiná é um município brasileiro da Amazônia paraense, com código de identificação do Instituto Brasileiro de Geografia e Estatística de número 1505304, sede da Região Geográfica de Oriximiná e integrante da Região Geográfica de Santarém, localizada à latitude 01º45'56" sul e à longitude 55º51'58" oeste. Onde vivem cerca de dez mil quilombolas e 3 500 índios de diferentes povos distribuídos em doze territórios. Esta cidade é em grande parte ainda coberto por florestas, apresentando baixa densidade populacional (0,4 hab/km²), que favorece a proteção dos territórios dos povos tradicionais (indígenas e quilombolas).
| COMUNIDADE                   | PORTARIA | PROCESSO | REF                  |
| ---------------------------- | -------- | -------- | -------------------- |
| ABUÍ (MAE DOMINGAS)          | 28/2013  |          | [ 17 ] [ 21 ]        |
| ABUIZINHO                    |          |          | [ 17 ]               |
| ALTO TROMBETAS               |          |          | [ 17 ] [ 21 ] [ 22 ] |
| ARAÇÁ                        |          |          | [ 17 ]               |
| ARACU                        |          |          | [ 17 ]               |
| ARACAPU                      |          |          | [ 17 ]               |
| ACAPUZINHO                   |          |          | [ 17 ]               |
| ÁGUA FRIA                    |          |          | [ 17 ] [ 22 ]        |
| ARAJA                        |          |          | [ 17 ]               |
| ARIRAMBA                     |          |          | [ 17 ] [ 22 ]        |
| BACABAL                      |          |          | [ 17 ]               |
| BOA VISTA                    | 109/2013 |          | [ 17 ] [ 21 ] [ 22 ] |
| BOA VISTA DO CUMINA          |          |          | [ 17 ]               |
| BOTO                         |          |          | [ 17 ]               |
| CACHOEIRA PORTEIRA           | 51/2007  |          | [ 17 ] [ 21 ] [ 22 ] |
| CAIPURU                      |          |          | [ 17 ]               |
| CAMPO ALEGRE                 |          |          | [ 17 ]               |
| CASINHA                      |          |          | [ 17 ]               |
| CUMINA                       |          |          | [ 17 ]               |
| ESPIRITO SANTO               |          |          | [ 17 ]               |
| FLEXAL                       |          |          | [ 17 ]               |
| IGARAPE ACU DOS LOPES        |          |          | [ 17 ]               |
| ITAMAOARI                    |          |          | [ 17 ]               |
| ITAPECURU BAIXO TROMBETAS    |          |          | [ 17 ]               |
| PARANÁ DO ABUÍ               | 28/2013  |          | [ 17 ] [ 21 ]        |
| MAE CUÉ (MAE DOMINGAS)       | 36/2013  |          | [ 21 ]               |
| SAGRADO CORAÇÃO              | 36/2013  |          | [ 17 ] [ 21 ]        |
| SAMAUMA                      |          |          | [ 17 ]               |
| SAPUCUA                      |          |          | [ 17 ]               |
| TROMBETAS                    |          |          | [ 22 ]               |
| TAPAGEM                      | 36/2013  |          | [ 17 ] [ 21 ]        |
| JAMARY                       | 48/2013  |          | [ 21 ]               |
| JUQUIRIZINHO                 | 48/2013  |          | [ 17 ]               |
| JUQUIRI GRANDE               | 48/2013  |          | [ 21 ]               |
| LAGO ABUI SAO BENEDITO       |          |          | [ 17 ]               |
| LIMOEIRO                     |          |          | [ 17 ]               |
| MARAMBIRE                    |          |          | [ 17 ]               |
| MARATUBINHA                  |          |          | [ 17 ]               |
| MOURA                        | 48/2013  |          | [ 17 ] [ 21 ]        |
| NOVA ESPERANÇA               | 48/2013  |          | [ 21 ]               |
| PALHAL                       | 48/2013  |          | [ 17 ] [ 21 ]        |
| PANCADA                      |          |          | [ 17 ]               |
| POCO FUNDO                   |          |          | [ 17 ]               |
| ULTIMO QUILOMBO              |          |          | [ 17 ]               |
| VARRE VENTO                  |          |          | [ 17 ]               |
| VILA NOVA CACHOEIRA PORTEIRA |          |          | [ 17 ]               |
| EREPECÚ                      | 48/2013  |          | [ 17 ] [ 21 ] [ 22 ] |
| ARACUAN DE CIMA              | 109/2013 |          | [ 17 ] [ 21 ]        |
| ARACUAN DE MEIO              | 109/2013 |          | [ 17 ] [ 21 ]        |
| ARACUAN DO BAIXO             | 109/2013 |          | [ 17 ] [ 21 ]        |
| JARAUACÁ                     |          |          | [ 21 ]               |
| SERRINHA                     |          |          | [ 17 ] [ 21 ]        |
| TERRA PRETA                  |          |          | [ 17 ]               |
| TERRA PRETA II               |          |          | [ 17 ] [ 21 ]        |
| BOA VISTA DO CUMINÁ          |          |          | [ 21 ]               |
| ESPÍRITO SANTO               |          |          | [ 21 ]               |
| JARAUACÁ EREPECURU           |          |          | [ 17 ]               |
| JAUARI                       |          |          | [ 17 ]               |
| JAMARI                       |          |          | [ 17 ]               |